# Culture du Monténégro

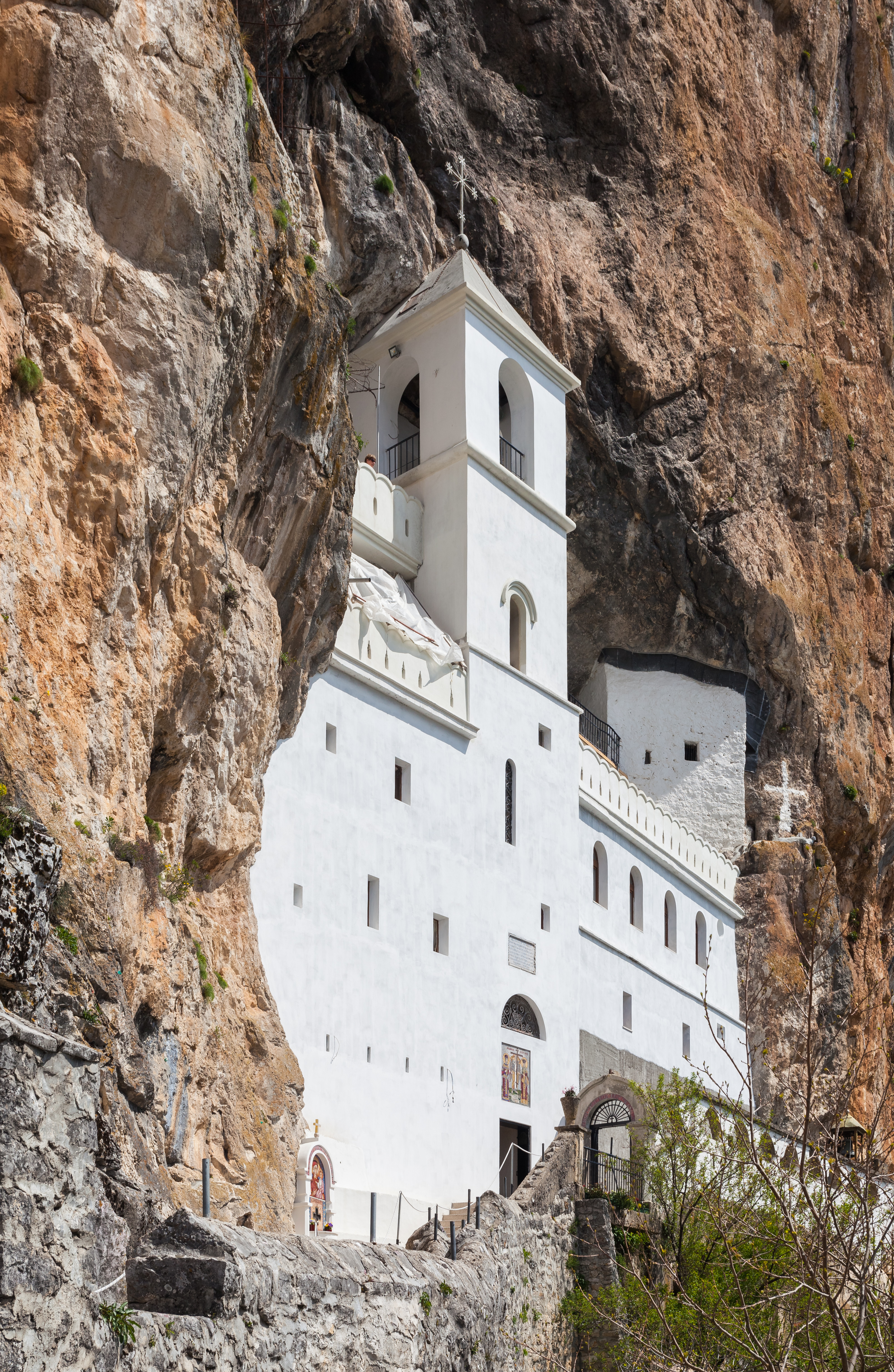
Monastère d'Ostrog

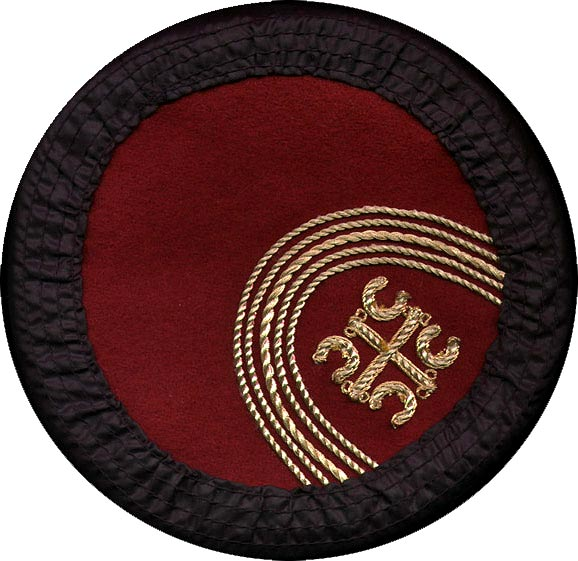
Chapeau traditionnel monténégrin

La culture du Monténégro, pays d'Europe du Sud-Est, désigne d'abord les pratiques culturelles observables de ses habitants (650 000, estimation 2017).
La culture de l'actuel Monténégro est aussi pluraliste et diversifiée que son histoire et sa situation géographique pourraient le suggérer. La culture du Monténégro est élaborée à partir des influences de la Grèce antique, de la Rome antique, du christianisme, de l'islam, de l'empire byzantin, du Premier Empire bulgare, de l'Empire serbe, de l'Empire ottoman, de la république de Venise, de l'Autriche-Hongrie et la Yougoslavie.

## Langues, peuples, cultures

### Langues
- Langues au Monténégro, Langues du Monténégro
  - Serbe (> 50 %)
  - Monténégrin (37 %), langue officielle au niveau national
  - Albanais
  - Bosnien
  - Croate
  - Romani
  - Dalmate
- Chtokavien, Iékavien
- Controverse à propos de l'identité monténégrine
- Langue des signes yougoslave
- Langues slaves, Slavistique

### Peuples
- Groupes ethniques au Monténégro
  - Monténégrins
  - Serbes
  - Albanais (peuple)
  - Bosniaques
  - Croates
  - Musulmans (nationalité)
  - Roms
  - Magyars
- Émigration, expatriation, Diaspora monténégrine
- Immigration
- Crise migratoire en Europe (2010-)

## Traditions

### Religion
- Religion au Monténégro, Religion au Monténégro (rubriques)
- Christianisme au Monténégro, Christianisme au Monténégro (rubriques)
  - Orthodoxie (446 858 en 2011, 72,07 %)), Église orthodoxe au Monténégro (rubriques), Christianisme orthodoxe au Monténégro (en)
  - Protestantismes
  - Catholicisme (21 299 en 2011, 3,44 %), Église catholique au Monténégro
- Autres spiritualités
  - Islam au Monténégro (en) (118 477 en 2011, 19,11 %)
  - Judaïsme au Monténégro, Histoire des Juifs au Monténgro (en)
  - Rodnoverie, Néopaganisme slave, Congrès européen des religions ethniques
- Agnosticisme, Athéisme
- Indifférence prudente

- Liberté de religion

### Symboles
- Armoiries du Monténégro, Drapeau du Monténégro
- Oj, svijetla majska zoro, hymne national monténégrin

### Folklore et mythologie
- Mythologie monténégrine
- Contes et légendes du Monténégro

### Fêtes
- Fêtes et jours fériés au Monténégro (en)

## Société
- Monténégrins, Liste de Monténégrins (en)
- Personnalités monténégrines

### Famille
- Genre
  - Histoire et Droits LGBT au Monténégro
- Femmes, Histoire des femmes au Monténégro
- Naissance
- Noms, Catégorie:Patronyme monténégrins, Liste de prénoms monténégrins
- Enfance
- Jeunesse
- Sexualité
- Union maritale
- Emploi
- Vieillesse
- Mort
- Funérailles

### Éducation
- Éducation au Monténégro (en), Éducation au Monténégro (rubriques)
- Université du Monténégro
- Liste des pays par taux d'alphabétisation
- Liste des pays par IDH

### Droit
- Droits de l'homme au Monténégro
- Crime in Montenegro (en)
  - Human trafficking in Montenegro (en)
  - Corruption in Montenegro (en)
  - Montenegrin mafia (en)
- Histoire LGBT au Monténégro (en)
- Droits LGBT au Monténégro
- Rapport Monténégro 2016-2017 d'Amnesty International

### Divers
- Costumes nationaux du Monténégro
- Histoire culturelle du Monténégro (en)

### État
- Histoire de la Yougoslavie (1945-1992), Guerres de Yougoslavie (1991-2001)
- Histoire de la Serbie, Histoire de la Serbie (rubriques)
- Politique en Serbie, Politique en Serbie (rubriques)
- Yougo-nostalgie
- List of wars involving Yugoslavia (en)
- Liste des guerres du Monténégro
- List of massacres in Croatia (en)
  - 2015–16 Montenegrin crisis (en)

### Cuisine

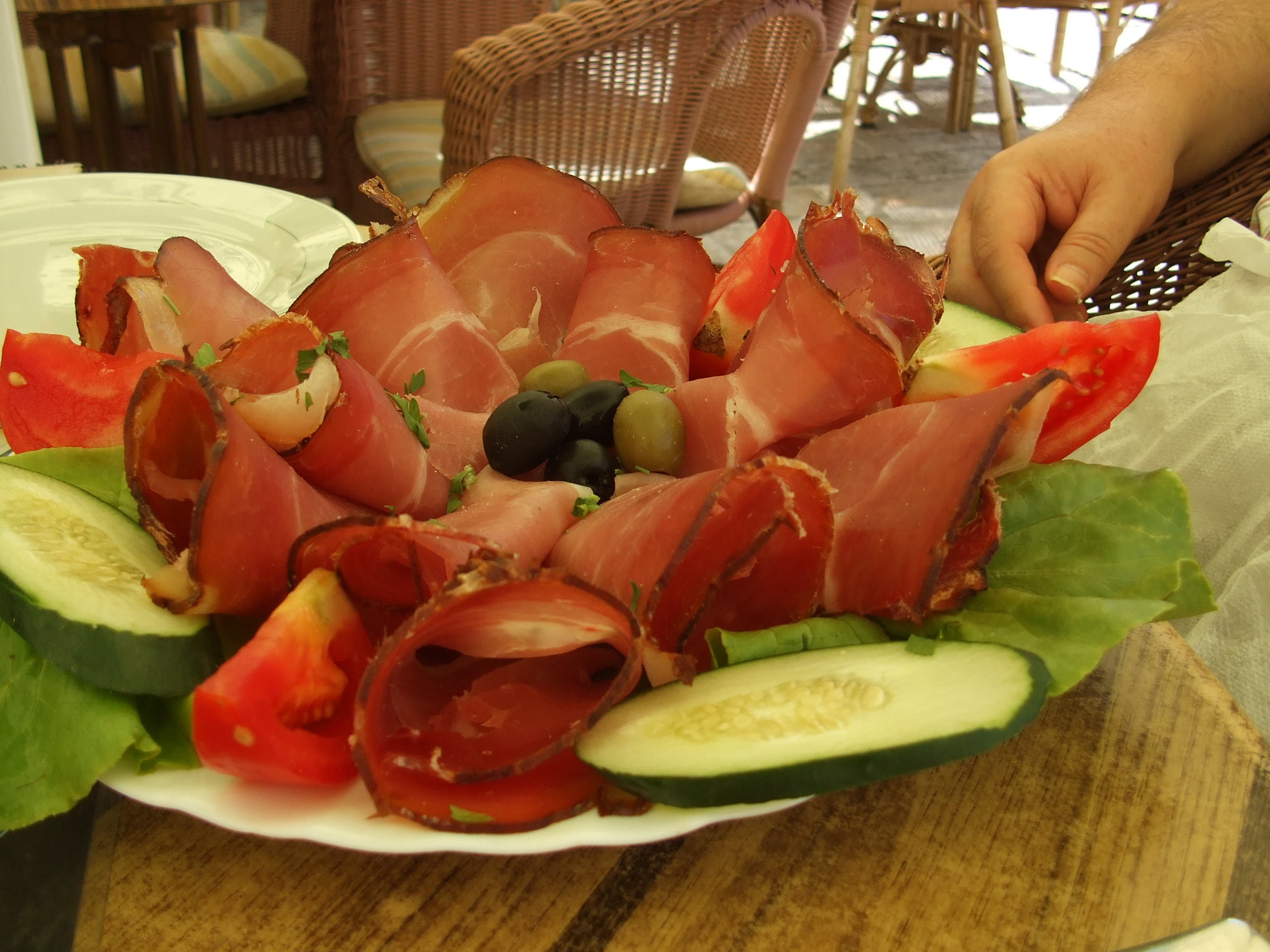
Njeguški Pršut

## Arts de la table

### Gastronomie
- Régime méditerranéen, Cuisine méditerranéenne (rubriques)
- Cuisine des Balkans (rubriques), Balkan cuisine (en)
- Cuisine croate (rubriques), cuisine croate
- Cuisine bosnienne (rubriques)
- Cuisine albanaise (rubriques), cuisine albanaise
- Cuisine macédonienne, Cuisine macédonienne (rubriques)
- Cuisine monténégrine
- Kosovan cuisine (en), cuisine turque

La gastronomie monténégrine est influencée sur la côte adriatique par la cuisine méditerranéenne, alors que dans l'intérieur du pays (montagnes) les plats se basent plus sur les pommes de terre et les produits laitiers.
Il y a aussi des influences italiennes mais aussi du Levant, de la Turquie ou de la Hongrie.
On retrouve donc souvent comme produits de base : les tomates, les courgettes, les poivrons, les aubergines, l'huile d’olive, le poisson sur le littoral et plutôt les pommes de terre, le chou, les oignons, le fromage pour la montagne.
Comme spécialité, on peut citer la salade Chopska (Šopska salata), les Ćevapi, le jambon de Njeguši (Njeguški pršut), le fromage de Njeguši (Njeguški sir).
Le déjeuner se compose fréquemment d’un burek et d’un yaourt (Kiśelo mlijeko).

### Boissons
- Boissons des Balkans
- Thé, café, CoffeeFest (en), Coffee culture in former Yugoslavia (en)
- Eau minérale, Knjaz Miloš Aranđelovac (KMA)
- Babeurre, Ayran
- Jus de fruits
- Boissons gazeuses
- Boza, Kvas
- Guarana (drink) (en)
- Bière : la bière Nikšićko est la plus répandue[1],[2],[3].
- Vin, Viticulture au Monténégro
- Alcools
  - Rakija, Slivovitz, Vinjak
  - Pelinkovac (en), Komovica (en), Gorki list (en)

Le Monténégro produit du vin rouge et du vin blanc. Le vranac est un vin rouge qui accompagne la charcuterie fumée ou le fromage au goût prononcé. Le krstac est quant à lui un vin blanc produit dans la région de Crmnica, près de Bar.
Le café, qui peut être consommé à tout moment de la journée, reste traditionnellement dans sa version turque bien que l'expresso est de plus en plus consommé.

## Santé
- Santé, Santé publique, Protection sociale
- Santé au Monténégro (en), Santé au Monténégro (rubriques)

- Liste des pays par taux de tabagisme
- Liste des pays par taux de natalité
- Liste des pays par taux de suicide

### Sports
- Sport au Monténégro, Sport au Monténégro (rubriques)

- Sportifs monténégrins
- Sportives monténégrines
- Monténégro aux Jeux olympiques
- Monténégro aux Jeux paralympiques

### Arts martiaux
- Arts martiaux au Monténégro
- Liste des arts martiaux et sports de combat
- Boxe, Karaté

### Yougoslavie (1945-1992)
- Sport en Yougoslavie, Sport en Yougoslavie (rubriques)
- Sportifs yougoslaves, Sportives yougoslaves
- Yougoslavie aux Jeux olympiques

### Autres
- Échecs

## Média
- Média au Monténégro (en), Média au Monténégro (rubriques),
- Télécommunications au Monténégro (en) Télécommunications au Monténégro (rubriques)
- Journalistes monténégrins
- Censure au Monténégro

### Presse écrite
- Presse écrite au Monténégro, Presse écrite au Monténégro (rubriques)
- Liste de journaux au Monténégro
- Liste des magazines du Monténégro

### Radio
- Radio au Monténégro, Radio au Monténégro (rubriques)
- Radio-télévision du Monténégro
- Liste des stations de radio au Monténégro (en)

### Télévision
- Télévision au Monténégro, Télévision au Monténégro (rubriques)

### Internet (.me)
- Internet au Monténégro, Internet au Monténégro (rubriques)
- Blogueurs monténégrins
- Sites web monténégrins
- Press Reader[4] (Bulac/Inalco)

## Littérature
- Littérature monténégrine, Littérature monténégrine (rubriques)
- Écrivains monténégrins, Liste alphabétique d'écrivains monténégrins
- Sélection d'auteurs monténégrins (en)
- Poètes monténégrins
- Livres monténégrins
  - Chronique du prêtre de Dioclée
  - Cetinje Octoechos (en)
  - The Mountain Wreath (en)
  - Chants épiques monténégrins (en)
- Prix littéraires au Monténégro

## Artisanat
- Arts appliqués, Arts décoratifs, Arts mineurs, Artisanat d'art, Artisan(s), Trésor humain vivant, Maître d'art
- Artisanat par pays, Artistes par pays

Les savoir-faire liés à l’artisanat traditionnel relèvent (pour partie) du patrimoine culturel immatériel de l'humanité.
Mais une grande partie des techniques artisanales ont régressé, ou disparu, dès le début de la colonisation, et plus encore avec la globalisation, sans qu'elles aient été suffisamment recensées et documentées.

### Arts graphiques
- Calligraphie, Enluminure, Gravure, Origami

### Design
- Designers monténégrins

### Textiles
- Art textile, Arts textiles, Fibre, Fibre textile, Design textile
- Mode, Costume, Vêtement, Confection de vêtement, Stylisme
- Technique de transformation textile, Tissage, Broderie, Couture, Tricot, Dentelle, Tapisserie,
- Stylistes monténégrins
- Kapa

### Cuir
- Maroquinerie, Cordonnerie, Fourrure

### Papier
- Papier, Imprimerie, Techniques papetières et graphiques, Enluminure, Graphisme, Arts graphiques, Design numérique

### Bois
- Travail du bois, Boiserie, Menuiserie, Ébénisterie, Marqueterie, Gravure sur bois, Sculpture sur bois, Ameublement, Lutherie

### Métal
- Métal, Sept métaux, Ferronnerie, Armurerie, Fonderie, Dinanderie, Dorure, Chalcographie

### Poterie, céramique, faïence
- Mosaïque, Poterie, Céramique, Terre cuite

### Verrerie d'art
- Arts du verre, Verre, Vitrail, Miroiterie

### Joaillerie, bijouterie, orfèvrerie
- Lapidaire, Bijouterie, Horlogerie, Joaillerie, Orfèvrerie

### Espace
- Architecture intérieure, Décoration, Éclairage, Scénographie, Marbrerie, Mosaïque
- Jardin, Paysagisme

## Arts visuels
- Arts visuels, Arts plastiques
- Art au Monténégro (à créer), Art monténégrin (rubriques)
- Artistes monténégrins
- Artistes contemporains monténégrins
- Écoles d'art au Monténégro
- Musées d'art au Monténégro
- Liste de musées au Monténégro, Académie monténégrine des sciences et des arts

### Dessin
- Dessinateurs monténégrins
- Graveurs monténégrins
- Illustrateurs monténégrins
- Affichistes monténégrins
- Auteurs monténégrins de bande dessinée
- Gravure par pays

### Peinture
- Peinture monténégrine, Peinture au Monténégro (rubriques)
- Peinture et sculpture au Monténégro (ébauche) (en)
- Peintres monténégrins

En émigrant souvent à l'étranger, comme Dado en France, les peintres monténégrins ont joué un rôle majeur dans la diffusion de la culture monténégrine à travers le monde.
- Dado
- Petar Lubarda
- Milo Milunović

### Sculpture
- Sculpture au Monténégro, Sculpture monténégrine (rubriques)
- Catégorie:Sculpture au Monténégro, Sculpture au Monténégro (rubriques)
- Peinture et sculpture au Monténégro (ébauche) (en)
- Sculpteurs monténégrins

### Architecture
- Architecture au Monténégro, Architecture au Monténégro (rubriques)
- Architectes monténégrins
- Cathédrale de la Résurrection du Christ (Podgorica)
- Urbanisme au Monténégro (rubriques)

### Photographie
- Photographie au Monténégro, Photographie au Monténégro (rubriques)
- Photographes monténégrins

### Graphisme
- Graphistes monténégrins

## Arts du spectacle
- Spectacle vivant, Performance, Art sonore
- Arts de performance au Monténégro

### Musique
- Musique par pays, Musique improvisée, Improvisation musicale
- Musique traditionnelle
- Musique monténégrine, Musique monténégrine (rubriques)
- Musiciens monténégrins, Compositeurs monténégrins
- Chant choral monténégrin
- Chanteurs monténégrins, Chanteuses monténégrines
- Écoles de musique par pays, École de musique au Monténégro
- Œuvres de compositeurs monténégrins, Opéras monténégrins
- Musique yougoslave (1945-1992)
  - Punk yougoslave, Nouvelle vague musicale yougoslave
  - Popular music in the Socialist Federal Republic of Yugoslavia (en)
- Hip-hop serbe, Turbo folk
- Musique traditionnelle, classique, contemporaine, populaire / urbaine
- Musique des Balkans

- Festivals de musique au Monténégro
- Récompenses de musique au Monténégro

La musique monténégrine est comme toutes les autres musiques de la région fortement imprégnée par l'influence de la musique ottomane, mais aussi par les traditions slaves, tziganes, albanaises, austro-hongroises et plus récemment, occidentales. Elle est très proche de la musique serbe, sa voisine immédiate, avec laquelle elle a été liée par l'histoire, de même qu'avec les autres musiques formant l'ex-Yougoslavie.

### Danse
- Danse au Monténégro, Danse au Monténégro (rubriques)
- Liste de danses, Catégorie:Danse par pays
- Liste de(s) danses nationales (en)
- Liste de danses populaires, ethniques, régionales par origine (en)
- Danse traditionnelle, moderne contemporaine
- Danses populaires au Monténégro (en)[5]
- Danseurs monténégrins, Danseuses monténégrines
- Liste de compagnies de danse et de ballet
- Danse contemporaine
- Liste de chorégraphes contemporains, Chorégraphes monténégrins
- Serbian dances (en), Kolo (danse)
- Festivals de danse au Monténégro
- Récompenses de danse au Monténégro

### Théâtre
- Improvisation théâtrale, Jeu narratif
- Théâtre au Monténégro, Théâtre monténégrin (rubriques)
- Dramaturges monténégrins
- Metteurs en scène monténégrins, Liste de metteurs en scène monténégrins
- Pièces de théâtre monténégrines
- Salles de théâtre
- Troupes et compagnies
- Festivals et récompenses

### Autres scènes: marionnettes, mime, pantomime, prestidigitation
Les arts mineurs de scène, arts de la rue, arts forains, cirque, théâtre de rue, spectacles de rue, arts pluridisciplinaires, performances manquent encore de documentation pour le pays …
Pour le domaine de la marionnette, la référence est : Arts de la marionnette au Montenegro, sur le site de l'Union internationale de la marionnette (UNIMA).
- Marionnettistes monténégrins
- Željko Vavić, Branislav Kravljanac, Mima Janković, Biserka Kolevska, Bonyo Lungov, Mirko Sirnić
- Festival International de la Marionnette, à Podgorica (1992)
- Festival de Théâtre pour Enfants (Festival pozorišta za djecu) à Kotor (1993)

### Cinéma
- Cinéma monténégrin (en), Cinéma monténégrin (rubriques)
- Animation par pays, Cartoon
- Réalisateurs monténégrins, Scénaristes monténégrins, Monteurs monténégrins
- Acteurs monténégrins, Actrices monténégrines
- Films monténégrins, Liste de films monténégrins
  - Films documentaires monténégrins
  - Films d'animation monténégrins
- Cinéma yougoslave, Cinéma yougoslave (rubriques) (1945-1992), Archives du film yougoslave de Belgrade, Liste de films yougoslaves (en)
- Cinémathèque
- Festivals et récompenses de cinéma

### Autres
- Vidéo, Jeux vidéo, Art numérique, Art interactif
- Culture alternative, Culture underground

## Tourisme
- Tourisme au Monténégro (en), Tourisme au Monténégro (rubriques)
- Sur WikiVoyage
- Conseils aux voyageurs pour le Monténégro :
  - France Diplomatie.gouv.fr
  - Canada international.gc.ca
  - CG Suisse eda.admin.ch
  - USA US travel.state.gov

## Patrimoine

### Musées
- Liste de musées au Monténégro

### Liste du Patrimoine mondial
Le programme Patrimoine mondial (UNESCO, 1971) a inscrit dans sa liste du Patrimoine mondial (au 12/01/2016) : Liste du patrimoine mondial au Monténégro.

### Liste représentative du patrimoine culturel immatériel de l’humanité
Le programme Patrimoine culturel immatériel (UNESCO, 2003) a inscrit dans sa liste représentative du patrimoine culturel immatériel de l’humanité (au 10/01/2016) : encore aucune activité humaine monténégrine.

### Registre international Mémoire du monde
Le programme Mémoire du monde (UNESCO, 1992) a inscrit dans son registre international Mémoire du monde (au 10/01/2016) : aucun document.